# Encephalartos middelburgensis
Encephalartos middelburgensis  (лат.) — вечнозелёное древовидное растение рода Энцефаляртос (Encephalartos).

## Описание
Ствол 7 м высотой, 40 см диаметром. Листья 100-180 см в длину, синие или серебряные, тусклые; хребет синий, прямой, жёсткий; черенок прямой, без колючек. Листовые фрагменты ланцетные; средние - 18-20 см длиной, 14-20 мм в ширину. Пыльцевые шишки 4-8, узко яйцевидные, зелёные, длиной 30-35 см, 8-12 см диаметром. Семенные шишки 4-8, яйцевидные, зелёные, длиной 35-45 см, 17-20 см диаметром. Семена продолговатые, длиной 35-40 мм, шириной 20-25 мм, саркотеста жёлтая или оранжево-коричневая.

## Распространение
Эндемик ЮАР (Гаутенг, Мпумаланга). Растет на высотах от 1100 до 1400 м над уровнем моря. Этот вид встречается на лугах и в долинах рек.

## Взаимодействие с человеком
Открытие вида спровоцировало серьёзную угрозу со стороны сборщиков в 1960-х годах. Хотя законодательство ликвидировало деятельность сборщиков, эксплуатация особей вида продолжается и в настоящее время. Развитие полуинтенсивных сельскохозяйственных районов в пределах и вокруг ареала вида должны оказать огромное влияние на его стабильность, особенно с повышенной практикой сжигания. Вид чрезвычайно уязвим для огня. Растения встречаются в Loskopdam Nature Reserve, Ezemvelo Nature Reserve, Rhenosterpoort Private Nature Reserve.